# هولوکاست یهودیان اتریش

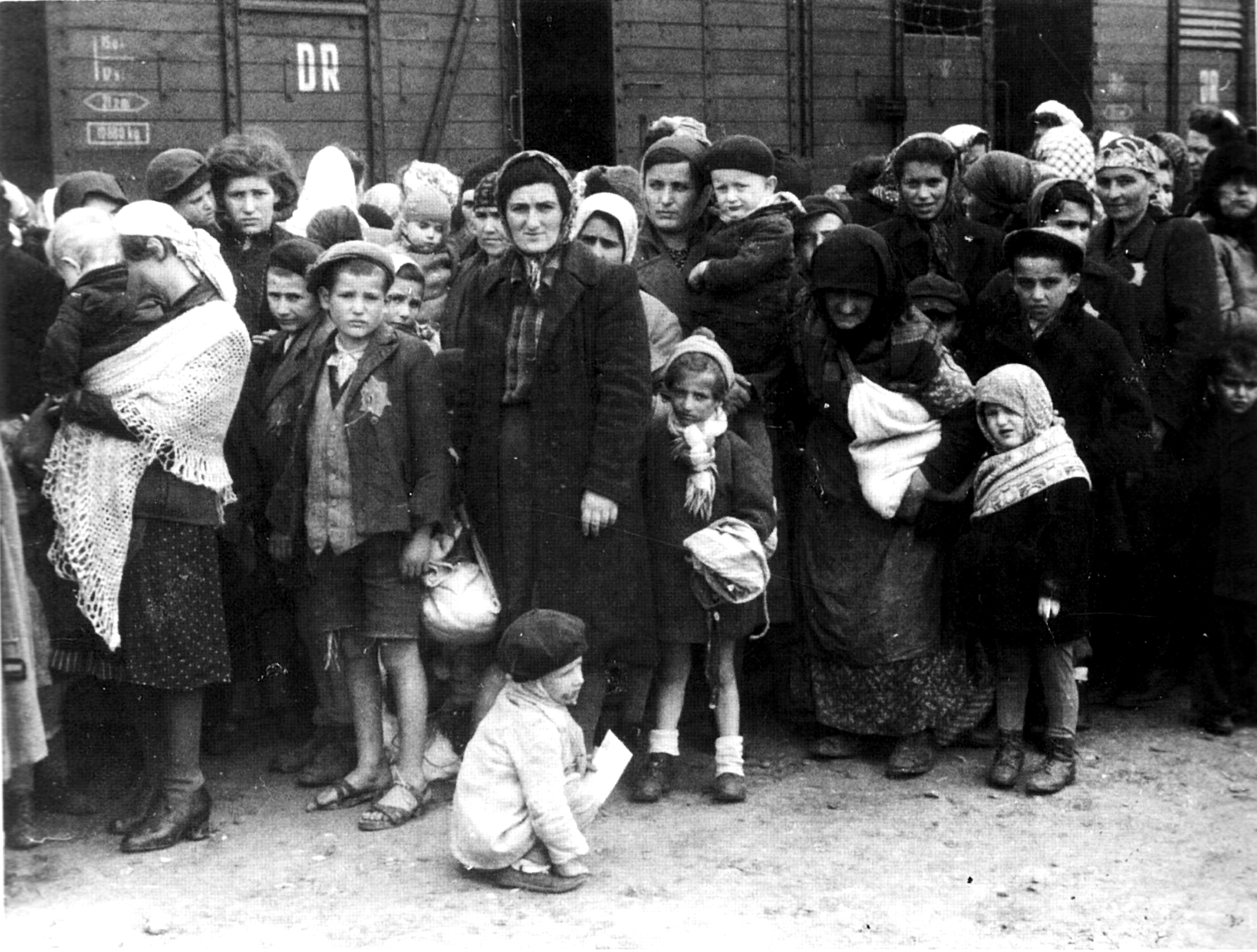
اخراج یهودیان اتریس

هولوکاست یهودیان اتریش از زمان آنشلوس، الحاق اتریش به آلمان نازی، آغاز و تا پایان جنگ جهانی دوم ادامه یافت. از حدود ۱۸۵,۰۰۰ یهودی که در آستانه آنشلوس در اتریش زندگی می‌کردند، تقریباً ۷۰,۰۰۰ نفر، یعنی نزدیک به ۴۰ درصد، کشته شدند. اکثریت یهودیان ساکن اتریش در زمان آنشلوس پیش از آغاز نسل‌کشی از کشور مهاجرت کردند، بخشی به دلیل سیاست‌های اولیه نازی‌ها که فشار بر یهودیان برای مهاجرت بود. یهودیان اتریشی که مهاجرت نکردند، عمدتاً به اردوگاه‌های کار اجباری و اردوگاه‌ها جمع‌آوری فرستاده شدند، به ویژه به آشویتس و ترزینشتات. سیاست نازی‌ها در اتریش خشونت‌آمیزتر از سیاست‌های آن‌ها در قبال یهودیان آلمان نازی بود، زیرا نگرانی کمتری نسبت به نظر عمومی اتریشی‌ها داشتند.

## پس زمینه
در دهه ۱۹۳۰، یهودیان در اتریش شکوفا شدند، با شخصیت‌های برجسته در علوم، هنرها، تجارت، صنعت و حرفه‌های گوناگون. در زمان آنشلوس با آلمان نازی در سال ۱۹۳۸، جمعیت یهودیان اتریش تقریباً ۱۹۲,۰۰۰ نفر بود، عمدتاً در وین.
با این حال، اتریش همچنین یکی از اولین و فعال‌ترین مراکز یهودستیزی نو بود. تلخی و بحران‌های اجتماعی-اقتصادی پس از فروپاشی امپراتوری اتریش-مجارستان، زمین حاصلخیزی برای تبلیغات ضد یهودی فراهم کرده بود که یهودیان شرق اروپا را مقصر تمام نابسامانی‌های اجتماعی می‌دانست. یهودستیزی در اتریش پس از بحران اقتصادی جهانی (۱۹۲۹) شدت گرفت، چرا که در نگاه جامعه عمومی، یهودیان.
اتریش میراث قدرتمندی از یهودستیزی داشت که بیان کامل آن در آدولف هیتلر یافت شد. در سال ۱۸۹۵، کارل لوگر یهودستیز اتریشی، اکثریت کرسی‌ها در شهرداری وین را به دست آورد و به عنوان شهردار پایتخت اتریش منصوب شد. در سال ۱۹۲۲، با قصد استهزا به یهودستیزی خشن در وین که دانشجویان دانشگاه یهودی به طور معمول مورد حمله قرار می‌گرفتند، هوگو بتائور اتریشی رمان آینده‌نگرانه‌ای با عنوان «شهر بدون یهودیان» نوشت که به طرز غم‌انگیزی پیشگویانه از آب درآمد.

## آنشلوس
در ۱۱ مارس ۱۹۳۸، ورماخت به اتریش یورش برد و دو روز بعد، الحاق (آنشلوس) اتریش به عنوان بخشی از رایش سوم اعلام شد. آنشلوس در اتریش با استقبال روبرو شد و تقریباً هیچ فعالیت مقاومتی در برابر نازی‌ها ثبت نشد. این امر موجب طغیان گسترده موج یهودستیزی از همان روزهای نخست گشت, امری که در نشانه‌گذاری دکان‌های یهودیان، خشونت، تظاهرات و راهپیمایی‌ها متجلی شد.

## خشونت و آزار ضد یهودیت
آزار و اذیت یهودیان بلافاصله پس از الحاق اتریش و به شکلی شگفت‌انگیز خشونت‌بار آغاز شد. قوانین نژادپرستانه آلمان در اتریش نیز اجرا گردید که بر اساس آن یهودیان از حقوق شهروندی محروم شدند. بر اساس این قوانین، ۲۲۰,۰۰۰ نفر در اتریش یهودی محسوب می‌شدند. 

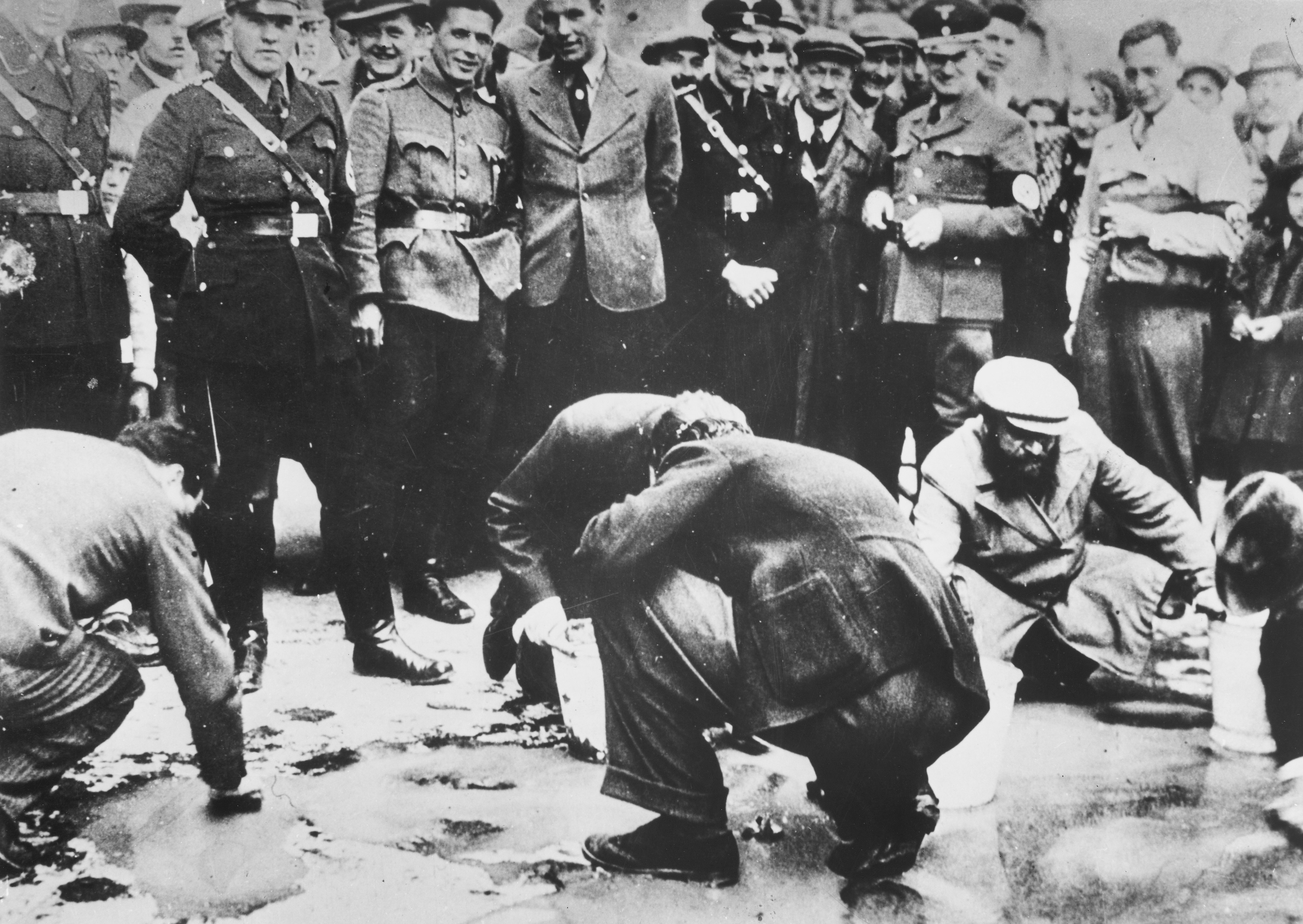
نازی های اتریشی یهودیان را مجبور به شستن پیاده روها می کنند، مدتی پس از الحاق آنشلوس

سازمان‌دهی اجباری جوامع یهودی تحت رهبری آدولف آیشمن صورت گرفت. بسیاری از اتریشی‌های معمولی به نازی‌ها در آزار و اذیت یهودیان پیوستند. تمامی سازمان‌ها و روزنامه‌های یهودی تعطیل شدند و رهبران و مدیران آنها زندانی شدند. یهودیان دیگر اجازه استفاده از حمل و نقل عمومی را نداشتند. در اقدامات توهین‌آمیز علنی، یهودیان مجبور می‌شدند پیاده‌رو‌ها و سرویس‌های بهداشتی عمومی را گاهی با مسواک یا دست‌های برهنه خود تمیز کنند. در یک مورد، تعدادی از یهودیان در روز شنبه جمع شده و مجبور شدند در پارک تفریحی پراتر وین از چمن‌ها بخورند.
علاوه بر این، نازی‌ها برای آزار احساسات دینی یهودیان متدین که تورات و فرمان‌ها را نگه می‌داشتند تلاش کردند بسیاری از یهودیان مجبور شدند شنبه را بشکنند، موی ریش و پهلوی برخی از آن‌ها به زور تراشیده شد و کلاه‌های سر زنان نیز ربوده شد. تمام این اقدامات با تحقیر و استهزا به سبک زندگی دینی یهودیان اتریش همراه بود.
در شب بلورین ر نوامبر ۱۹۳۸، پوگروم‌های ضد یهودی در سراسر آلمان و اتریش رخ داد. کنیسه‌ها مورد تخریب و سوخت قرار گرفتند، خانه‌ها و مغازه‌های متعلق به یهودیان غارت شدند. در کلاگن‌فورت، تمام محتویات کنیسه تخریب شد، در گراتس گنبد چشمگیر کنیسه منفجر شد و ۳۰۰ مرد به اردوگاه کار اجباری داخائو تبعید شدند. به‌ویژه در اینسبروک آشوب‌ها شدید بود که در آن تمام یهودیان کتک خوردند و برخی از رهبران جامعه کشته شدند. در وین، ۴۲ کنیسه ویران شدند و حدود ۸۰۰۰ یهودی در طول آشوب‌ها دستگیر شدند و ۵۰۰۰ نفر از آن‌ها به داخائو فرستاده شدند. در طی آشوب‌ها، ۲۷ از ۳۳ جامعه های یهودی در اتریش بسته شدند و تمام دارایی‌های آن‌ها توسط آیشمن مصادره و به صندوق مهاجرت وین منتقل شد.
در تاریخ ۸ اوت ۱۹۳۸، اولین اردوگاه کار اجباری اتریش در ماوتهاوزن تأسیس شد.

## غارت اموال یهودیان
اموال یهودیان در جریان هولوکاست توسط اتریشی‌ها مصادره شد. انتقال گسترده‌ای از خانه‌ها، کسب‌وکارها، املاک، دارایی‌های مالی و آثار هنری از یهودیان به غیر یهودیان صورت گرفت. یک سیستم خوب سازمان‌دهی شده برای غارت، ذخیره‌سازی و بازفروش، شامل گشتاپو، ووگستا، خانه حراج دوروتئوم، حمل‌کنندگان مختلف و موزه‌ها در وین، آثار هنری و دیگر اموال مصادره شده از یهودیان را به دست غیر یهودیان منتقل کرد.
در ۲۷ آوریل ۱۹۳۸، نازی‌ها یهودیان اتریش را مجبور کردند تا از دارایی‌های خود که بیش از ۵,۰۰۰ رایشمارک ارزش داشت اعلام کنند و برای این منظور «اداره ثبت دارایی‌ها» (Vermögensverkehrsstelle) تأسیس شد که وظیفه‌ آن مصادره بوروکراتیک اموال یهودیان بود.
علاوه بر این، مهاجرانی که کشور را ترک می‌کردند اجازه نداشتند محتویات خانه های خود را ببرند و تمام دارایی‌های آن‌ها توسط نازی‌ها مصادره شد. برای این منظور در سپتامبر ۱۹۴۰ «اداره مدیریت اموال یهودیان تحت نظارت گشتاپو» تاسیس شد. نازی‌ها اموال، کسب‌وکارهای موفق، آثار هنری، اوراق بهادار و غیره را از یهودیان اتریش به زور گرفتند. در سال ۱۹۴۰، ارزش دارایی‌های خصوصی یهودیان در این کشور ۱.۵ میلیارد دلار برآورد شد (که معادل ۱۵ میلیارد دلار امروزی است). پس از جنگ، کل اموالی که از یهودیان اتریش گرفته شده بود، به ارزش ۱۰ میلیارد دلار (معادل ۵۰ میلیارد دلار امروزی) برآورد شد.

## مهاجرت اجباری
در سال ۱۹۳۸ سیاست‌های نازی‌ها بر تشویق به مهاجرت و حتی سازماندهی مهاجرت اجباری یهودیان تاکید داشت. در بهار ۱۹۳۸، آدولف ایشمن که افسر ارشد بخش یهودیان در دفتر اصلی امنیت رایش بود، به عنوان رئیس بخش یهودیان در اتریش منصوب شد. در این نقش، او در ۲۶ آگوست ۱۹۳۸ «دفتر مرکزی مهاجرت یهودیان» را تاسیس کرد که مسئولیت مصادره اموال یهودیان و اخراج اجباری آنها بدون هیچ چیز به جز ویزای ورود به کشور مقصد را داشت. روش او شامل سه مرحله بود: ابتدا مصادره دارایی‌های یهودیان، سپس ترساندن از طریق اقدامات ترور و خشونت، و در نهایت اجبار رهبران یهودیان برای همکاری و ترتیب دادن مهاجرت یهودیان ترسیده و بی‌چیز.
ایشمن از جامعه یهودی خواست تا هر روز فهرستی از ۵۰۰ نفر را که برای مهاجرت در نظر گرفته شده‌اند به او ارائه دهند. به این ترتیب، مدت زمان آماده‌سازی مهاجران به کمتر از ۴۸ ساعت کاهش یافت و نرخ مهاجرت به شدت افزایش یافت. علاوه بر این، بسیاری از یهودیان در اردوگاه‌های تمرکز به منظور فشار آوردن بر آنها برای مهاجرت به خارج از کشور بازداشت شدند. پس از آزادی، کسانی که مهاجرت نکرده بودند دوباره بازداشت شدند.
در کنفرانس وانزه در تاریخ ۲۰ ژانویه ۱۹۴۲، داده‌های زیر ارائه شدند: از سال ۱۹۳۸ تا ۱۹۴۱، ۱۴۷,۰۰۰ یهودی از اتریش مهاجرت کردند و ۴۳,۷۰۰ نفر باقی ماندند.

## انزوا، اخراج، و نابودی

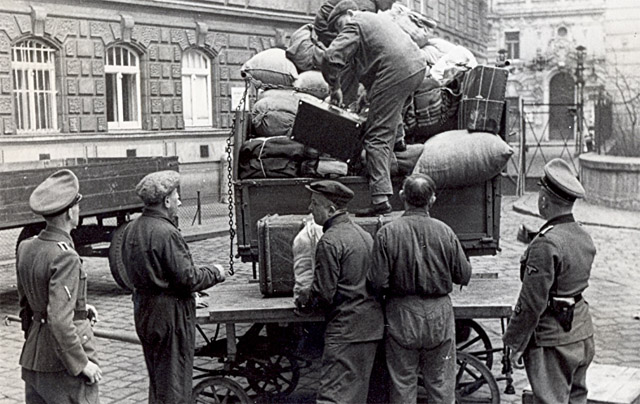
اخراج یهودیان از وین، 1942

در اکتبر ۱۹۳۹، اخراج یهودیان اتریشی به لهستان آغاز شد، بخشی از طرح بزرگ‌تری برای نهایتاً جمع‌آوری و محدود کردن تمام جمعیت یهودی اروپا در یک منطقه.
اخراج یهودیان به اردوگاه‌های مرگ در فوریه ۱۹۴۱ آغاز شد. پس از کنفرانس وانزه، این فرآیند تسریع شد. جامعه یهودی وینی در تاریخ ۱ نوامبر ۱۹۴۲ به طور رسمی منحل شد. اخراجها تا مارس ۱۹۴۵ ادامه یافت.
پس از کنفرانس وانزه در ژانویه ۱۹۴۲، سرعت اخراج های یهودیان افزایش یافت و طی همان سال، ۳۲,۷۲۱ یهودی از وین اخراج شدند. ۳,۲۰۰ یهودی به ریگا، ۸,۵۰۰ به مینسک، ۶,۰۰۰ به منطقه لوبلین و تقریباً ۱۴,۰۰۰ یهودی به ترزینشتات اخراج شدند. اکثریت یهودیانی که در این اخراج ها فرستاده شدند، در نهایت به اردوگاه‌های مرگ و گورهای تیراندازی فرستاده شدند، همراه با جامعه یهودی محلی که به آن رسیده بودند. در ژوئن همان سال، یک محموله مستقیم از وین به اردوگاه مرگ سوبیبور با حدود ۱,۰۰۰ یهودی فرستاده شد. علاوه بر این، از ۲۴,۱۵۰ یهودی که قبل از جنگ به کشورهای دیگر در اروپا (به جز بریتانیا) مهاجرت کرده بودند، ۱۵,۰۰۰ نفر در طول اشغال اروپا توسط نازی‌ها کشته شدند.
بر اساس منابع مختلف، به دنبال هولوکاست، بین ۶۰,۰۰۰ تا ۶۵,۰۰۰ یهودی اتریشی جان خود را از دست دادند - تقریباً تمام کسانی که قبل از جنگ خارج نشده بودند. کمتر از ۸۰۰ یهودی (عمدتاً همسران شهروندان اتریشی) تا زمان آزادی وین توسط نیروهای شوروی در تاریخ ۱۳ آوریل ۱۹۴۵ زنده ماندند.